# Patrick Logan
Patrick Logan (1791 - Octobre 1830) est un officier anglais connu surtout pour avoir été le commandant du centre pénitentiaire de Moreton Bay au sud du Queensland en Australie de 1826 jusqu'à son assassinat en 1830. Son meurtrier ne fut jamais identifié quoiqu'on puisse penser que ce fut un aborigène pour se venger de son comportement sévère et intransigeant.
Il est né à East Renton,  dans le Berwickshire en Écosse. Il était le plus jeune fils de Abraham Logan et Janet Johnstown, des propriétaires fermiers.
En 1810 il s'engagea dans le 57e  Régiment d'Infanterie et participa à la Guerre d'indépendance espagnole. Il prit part aux batailles de Salamanque, Vitoria, Nivelle et Toulouse.
En 1823, il épousa Letitia O'Beirne dont il eut deux enfants : Robert Abraham Logan (1824 - ?) et Letitia Bingham Logan (1826 - ?).
Logan arriva à Sydney, en Nouvelle-Galles du Sud avec son régiment en 1825 à bord du "Hooghly" et fut presque aussitôt nommé commandant du pénitencier de Moreton Bay. Il prit ses fonctions en mars 1826.
De nombreux lieux géographiques de la région portent son nom notamment Logan City et Logan River.
Logan fut le premier européen à remonter aux sources de la Brisbane River et à visiter les régions environnantes notamment ce qui est devenu Esk et les Lamington National Park et Mount Barney National Park. Il essaya en vain d'atteindre le sommet du Mount Barney les 13 et 14 juin 1827.